# Fragagnano
Fragagnano (im lokalen Dialekt: Fragnànu) ist eine südostitalienische Gemeinde (comune) mit 4952 Einwohnern (Stand 31. Dezember 2023) in der Provinz Tarent in Apulien. Die Gemeinde liegt etwa 20,5 Kilometer westsüdwestlich von Tarent im Salento. Fragagnano gehört zur Unione di comuni "Terre del Mare e del Sole", einem Zusammenschluss mehrerer Gemeinden im östlichen Teil der Provinz Tarent.

## Geschichte
In der Ortschaft Mancini wurden 1905 durch archäologische Funde Siedlungsreste aus dem Jahre 313 vor Christus nachgewiesen. Ab 700 taucht in Kartographien bereits der heutige Ort auf.

## Verkehr
Durch die Gemeinde führt die Strada Statale 7ter Via Appia von Tarent kommend nach Lecce.